# Bolsa de Valores de la República Dominicana
Bolsa de Valores de la República Dominicana (BVRD) Es la única Bolsa de valores en la República Dominicana, cumpliendo básicamente una función de regulación de transacciones. Inició operaciones en 1991 y es considerada una piedra angular de la integración del país a la economía global y el desarrollo interno. También es una de las bolsas de valores más activas de América Latina. La BVRD opera de lunes a viernes de 9:00 a. m. a 1:00 p. m.

## Historia
En abril de 1980, un grupo de industriales dominicanos comenzó a reunirse con la intención de formalizar un mercado de valores y crear un organismo regulador que velara por la transparencia y la eficiencia de las operaciones en este mercado. Este grupo estaba integrado por Ricardo Valdez Albízu, Héctor Rizek, Ramón Mena, Winston Marrero, Otto Montero, Frederic Eman-Zadé, Luis Sabater y Rosendo Álvarez III. Durante 1987, este grupo original contactó a Robert Bishop, exvicepresidente de la Bolsa de Valores de Nueva York, para que ayudara con la creación del mercado. La primera bolsa de valores de la República Dominicana finalmente se legalizó mediante el Decreto Presidencial n.º 554-89 que se aprobó el 20 de febrero de 1989, pero en realidad no comenzó a operar formalmente hasta diciembre de 1991.  En sus inicios se la denominó Bolsa de Valores de Santo Domingo Inc. En 1997, como resultado de que sus actividades se extendieron a otras ciudades del país, cambió su nombre a Bolsa de Valores de la República Dominicana. Esto significa que el mercado es relativamente nuevo y el concepto de mercado de acciones y de capitales apenas está tomando forma. A pesar de las limitaciones resultantes de una legislación inadecuada, las transacciones en la BVRD crecieron de manera sostenida durante la década de 1990.

## Estructura
Existen veinte Bolsa de valores registradas en la BVRD, de las cuales trece pertenecen a grupos financieros y sólo siete se encuentran operativas y pertenecen a instituciones bancarias. Casi el 75 por ciento de las transacciones de valores son transacciones cruzadas en las que tanto el comprador como el vendedor son clientes de la misma casa de bolsa. En los últimos años se aprobaron diversas leyes en un intento de dar nueva vida al mercado de valores dominicano. En el año 2000 se promulgó la Ley del Mercado de Valores (LMV), Ley 19-00, que creó la Superintendencia de Valores (SIV) como organismo regulador del mercado de valores. Existen 24 casas de bolsa de valores y no hay agentes de valores registrados. Existe una bolsa de productos básicos en el país, la Bolsa Agroempresarial de la República Dominicana, S.A., que cuenta con 14 casas de bolsa registradas.
Dado que muchas empresas no desean vender acciones al público (este es un tema común entre las empresas familiares latinoamericanas), la mayor parte de la actividad se ha producido en los mercados de capitales y de renta fija. Las actividades principales de la bolsa implican la venta pública de papeles comerciales e instrumentos de bonos.

## Performance
De 1991 a 2001, se han ejecutado en la BVRD transacciones por un total de RD 62, 885.6 millones. De este total, el 99.96 por ciento corresponde a operaciones de papel comercial. Por otra parte, el 75 por ciento de este monto agregado se negoció entre 1999 y 2001. Los volúmenes negociados en la BVRD alcanzaron niveles récord en el año 2001, al pasar de RD 4,041.7 millones en 2000 a RD 22,680.6 millones en 2001, un aumento del 461.2 por ciento. En el año 2002, la BVRD realizó operaciones por RD 24,841.9 millones, para un aumento del 9.52 por ciento. La tasa de interés promedio fue de 18.9 por ciento. A octubre de 2003 el volumen de transacciones de la Bolsa de Valores de Santo Domingo fue de RD 16,129,021,469.69 y la tasa promedio fue de 24.42 por ciento.

## Listado de Emisores

### Financiero
- Alpha Sociedad de Valores
- Asociación Cibao de Ahorro y Préstamo
- Asociación La Nacional de Ahorro y Préstamo
- Asociación Popular de Ahorro y Préstamo
- Banco BHD
- Banco Caribe
- Banco LAFISE
- Banco Santa Cruz
- Banco Popular Dominicano
- Grupo Promerica
- Banfondesa
- BanReservas
- Banesco Banco Múltiple
- Capital Crédito e Inversiones
- PARVAL Puesto de Bolsa
- United Capital Puesto de Bolsa

### Energía
- Consorcio Energético Punta Cana-Macao
- Dominican Power Partners
- Empresa Generadora de Electricidad ITABO
- ENADOM
- Haina Investments

### Industrial
- Acero Estrella
- Cemento PANAM
- Gulfstream Petroleum Services
- Remix

Las empresas con mayor actividad comercial en el período 1991-2005 fueron:
| N.º | Empresa                 | Volumen           | Participación |
| --- | ----------------------- | ----------------- | ------------- |
| 1   | Leasing Popular, S.A.   | 22,272,502,546.48 | 49.87%        |
| 2   | Factoring Popular, S.A. | 5,927,218,929.46  | 13.27%.       |
| 3   | Immobiliaria BHD, S.A.  | 2,691,948,537.10  | 6.03%         |
| 4   | Avelino Abreu, C por A  | 1,224,227,289.53  | 2.74%         |
| 5   | Servinvest              | 1,149,697,390.49  | 2.57%         |
| 6   | Curaçao Trading Co.     | 1,005,614,948.04  | 2.25%         |